# John Zandig
John Corson, plus connu sous le nom de John Zandig, est un catcheur américain né le 4 avril 1971 à Sewell au New Jersey. Il est le fondateur et ancien propriétaire de la fédération Combat Zone Wrestling (CZW).

## Jeunesse
John Corson est né à Sewell dans le New Jersey. Au début de sa vie professionnelle, il est expert en explosif et en démolition.

## Carrière
Corson commence son entraînement de catcheur en 1994 et adopte le nom de ring John Zandig en 1999. Peu après ses débuts, il ouvre une école pour parfaire ses compétences. Celle-ci évolue peu à peu vers une fédération, la Combat Zone Wrestling, avec quatre de ses élèves, Ric Blade, Lobo, Nick Gage et Justice Pain. Ils organisent des shows de catch et plus particulièrement de catch hardcore. Elle déménage à Philadelphie à la fin de l'année 2001. 
Leur thème de prédilection, depuis leur début, est le catch hardcore et Zandig prend part activement à la fédération en participant à des matchs ultraviolents qui incluent des armes comme des punaises, des tubes fluorescents, du fil de fer barbelé et des débroussailleuses. À une occasion, il a été suspendu à des crochets de boucher,.
Zandig a également catché pour la Big Japan Pro Wrestling en tant que leader de la CZW. Au début des années 2000, il apparaît dans une publicité pour la télévision au côté de l'actrice Ai Katō pour une boisson nommée C1000 de Takeda Food.Co, pendant laquelle il se fait assommer par Ai grâce à un lariat[réf. souhaitée].
Lors de Cage of Death 8, Zandig perd face face à Nick Gage dans un four-way dans la sus-citée Cage of Death dans laquelle participe également Lobo et LuFisto. Il est forcé à prendre sa retraite à cause des stipulations du match. Le 10 mars 2007, Zandig s'allie à Toby Klein pour affronter et battre DJ Hyde et Mitch Ryder dans un no rope barbed wire match. Il a pris la place de Necro Butcher, qui n'a pas pu venir au show. Après le match, Zandig a affirmé que ce n'était seulement que pour un soir.
Zandig sort de sa retraite une nouvelle fois pour le Tournament of Death 6 pour affronter Necro Butcher dans un no rope barbed wire match en remplacement de Mitch Ryder qui n'a pas pu participer à cause de problèmes de transport. Il interrompt sa retraite par la suite pour le show Cage of Death X, battant Danny Havoc, Brain Damage, Drake Younger, Sami Callihan et Devon Moore dans un 10,000 dollar Cage of Death Match. Plus tôt dans la soirée, il est introduit dans le New Alhambra Hardcore Hall of Fame par Roger Artigiani, le manager de la salle. Une bannière lui est dédiée.
Le 8 août 2009, John Zandig a organisé une cérémonie d'introduction dans le CZW Hall of Fame, de Jon Dahmer, Hardcore Nick Gage et Wifebeater ; et une remise de plaques commémoratives pour Mike Pancoast, Shawn et Sabine Kernaghan, WHACKS et Maven Bentley. Après avoir annoncé le palmarès, il déclare qu'il se retire de la CZW pour des raisons financières et parce qu'il est trop blessé et trop fatigué pour continuer pour assurer sa charge de propriétaire. Il dit qu'il n'a pas vendu la fédération pour le prix qu'il voulait, mais que compte tenu de la situation économique, c'était suffisant pour qu'il s'en sépare au profit du catcheur, également de la CZW, DJ Hyde. Le 29 octobre, il perd face à Nick Gage pour son match de retraite.
Le 8 mai 2010, Zandig fait son retour sur le ring pour le show CZW's Fist Fight et bat Brain Damage lors des matchs qualificatifs pour le Tournament of Death 9. À la suite de sa victoire, Zandig est attaqué par MASADA pour annoncer leur match du tournoi pour lequel Zandig n'a pas participé pour cause de blessure. Le 14 janvier 2012, il participe au dernier show de la CZW dans la ECW Arena quand il a catché contre le propriétaire d'alors, DJ Hyde. Le match a été prévu à la suite d'une attaque surprise de Zandig sur Hyde lors de son match contre Greg Excellent pendant Cage of Death 13.
Le 5 juin 2016, il fait un autre retour dans un tournoi de deathmatch qu'il a organisé, appelé Tournament of Survival, pour la GameChangerWrestling. Il n'était pas prévu et devait seulement commenter aux côtés de Joey Janela, mais il décida de prendre la place de Scott Summers qui n'était plus en mesure de combattre. Il porte un Mother F'n Bomb sur Janela du haut du toit de la salle de l'événement sur des tables enflammées sur lesquelles sont posées des tubes néons, à l’arrière d'un camion. Il arrive jusqu'en finale, mais n'y participe pas, le dernier bump l'ayant épuisé. Le tournoi a finalement été remporté par Danny Havoc.
Zandig fait une apparition à la CZW le 11 juin 2016 pour le Tournament of Death annuel, lors d'un match simple entre Josh Crane et le propriétaire actuel, DJ Hyde. Zandig arrive au ring accompagné de Ruckus et Robbie Mireno et passe à tabac Hyde pour qu'il renonce à la propriété. Comme il ne voulait pas, Crane, Mireno, Ruckus et Zandig commencent à l'enterrer vivant jusqu'à ce qu'il change d'avis et lâche l'affaire.

## Apparition dans d'autres médias
John Zandig est un personnage jouable du jeu Backyard Wrestling 2: There Goes the Neighborhood, et fait un caméo dans le film The Wrestler. Il apparaît dans le reportage du magazine Vice sur la Combat Zone Wrestling intitulé Inside America's Most Violent Wrestling Deathmatch dans lequel il participe à un match contre DJ Hyde.

## Jeu vidéo
| Année de sortie | Titre                                             | Nom de ring | Consoles            |
| --------------- | ------------------------------------------------- | ----------- | ------------------- |
| 2004            | Backyard Wrestling 2: There Goes the Neighborhood | Zandig      | PlayStation 2, Xbox |

## Palmarès
- Big Japan Pro Wrestling

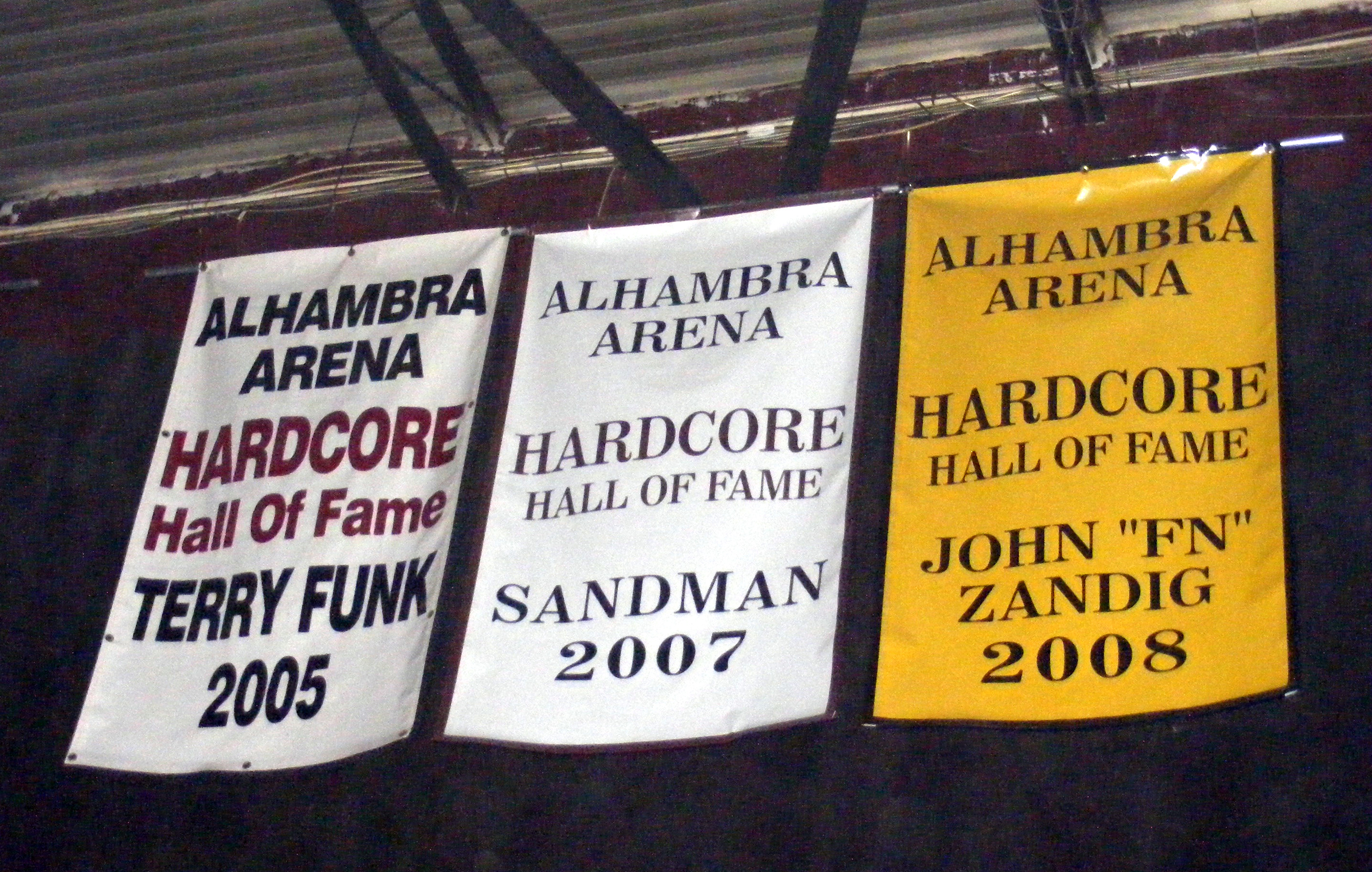
La bannière de Zandig symbolisant sa place au Hardcore Hall of Fame à la ECW Arena.

  - 3 fois BJW Deathmatch Heavyweight Championship
  - 1 fois BJW World Tag Team Championship avec Nick Gage
- Combat Zone Wrestling
  - 6 fois CZW World Heavyweight Championship
  - 1 fois CZW Tag Team Championship avec Nick Gage
  - 1 fois CZW Ultraviolent Underground Championship
  - Hardcore Hall of Fame (2008)